# SIMBAD
SIMBAD (Set of Identifications, Measurements and Bibliography for Astronomical Data, slovensko: Nabor identitet, meritev in bibliografije za astronomske podatke) je astronomska baza podatkov teles izven Osončja. Vodi ga Centre de données astronomiques de Strasbourg (CDS) v Franciji.
SIMBAD je bil ustanovljen z združitvijo katalogov Catalog of Stellar Identifications (CSI) in Bibliographic Star Index, ki sta sprva obstajala v Računalniškem centru Meudon do leta 1979, ko sta se kataloga združila razširila z dodatnimi podatki iz ostalih katalogov in akademskih člankov. Prva interaktivna verzija, znana kot Verzija 2, je postala prosto dostopna leta 1981. Verzija 3, narejena v jeziku C na UNIX-ovih postajah v Observatoriju v Strasbourgu je izšla leta 1990. Jeseni leta 2006 je izšla tudi Verzija 4, sedaj shranjena v PostgreSQL skupaj s pripadajočo opremo. Celotno je napisana v Javi.
Od 1. december  2019 shranjuje SIMBAD informacije o 10.877.663 telesih pod 35.541.598 različnimi imeni z 364.732 bibliografskimi viri 20.489.110 bibliografskimi navedbami.
Pritlikavi planet 4692 SIMBAD je bil poimenovan v njegovo čast.